# Аристомах
Аристомах (др.-греч. Ἀριστόμαχος) — легендарный царь Дориды, из рода Гераклидов, правивший в XII веке до н. э.
Аристомах был сыном Клеодая, внуком Гилла и правнуком Геракла. Под его предводительством во второй половине XII века, дорийцы совершили поход на Пелопоннес, где тогда правил Тисамен, сын Ореста. В битве дорийцев и коренных жителей Пелопоннеса, первые были разбиты, а сам Аристомах был убит. Сыновьями Аристомаха были Аристодем, Темен и Кресфонт.